# Polska Liberalna Strajk Przedsiębiorców
Polska Liberalna Strajk Przedsiębiorców (PL!SP, Strajk Przedsiębiorców) – polska liberalna partia protestu, zrzeszająca przedsiębiorców. Jej powołanie ogłoszono 30 maja 2020, zarejestrowana została 15 kwietnia 2021.

## Historia
Powstanie partii Strajk Przedsiębiorców ogłosił 30 maja 2020 kandydujący wówczas w wyborach prezydenckich Paweł Tanajno, który w grudniu 2019 wystąpił z partii Demokracja Bezpośrednia (której był rzecznikiem prasowym oraz kandydatem w wyborach prezydenckich w 2015). Zapowiadał jednak wówczas, że nie przystąpi do nowej partii. Stał on na czele protestów przedsiębiorców przeciwko zamrożeniu gospodarki w czasie epidemii COVID-19 oraz mechanizmom pomocy dla biznesu uznawanych za nieskuteczne; w czasie protestów w maju 2020 dwukrotnie został zatrzymany przez policję. W wyborach uzyskał 0,14% głosów, zajmując 9. miejsce spośród 11 kandydatów.
Wniosek o rejestrację partii Strajk Przedsiębiorców złożono 7 lipca 2020, sąd wpisał ją do ewidencji 15 kwietnia 2021. Przewodniczącym ugrupowania został początkowo Jacek Hołubowski (w 2018 kandydat na prezydenta Gdańska), jednak zastąpił go Paweł Tanajno, który ostatecznie przystąpił do partii. 23 maja 2021 oficjalnie zainaugurowano jej działalność i zaprezentowano program „Polska Liberalna”; ugrupowanie zaczęło odtąd występować pod nazwą Polska Liberalna Strajk Przedsiębiorców.
W wyborach parlamentarnych w 2023 partia zarejestrowała listy w 17 z 41 okręgów wyborczych do Sejmu. Znaleźli się na nich niemal wyłącznie przedsiębiorcy. Lider ugrupowania Paweł Tanajno nie wystartował w wyborach. 13 października 2023 (dwa dni przed głosowaniem) komitet wyborczy partii poinformował Państwową Komisję Wyborczą o swoim rozwiązaniu i tym samym o rezygnacji z udziału w wyborach.
W wyborach samorządowych w 2024 partia wystawiła kandydatów do sejmików 15 z 16 województw (bez mazowieckiego), kandydatów do czterech rad gmin lub miast oraz Katarzynę Makulec na wójta gminy Klembów. Żaden z kandydatów ugrupowania nie został wybrany do samorządu. W wyborach do sejmików partia zajęła 10. miejsce w skali kraju z wynikiem 0,36%. W wyborach do Parlamentu Europejskiego w tym samym roku partia wystawiła listy w 6 z 13 okręgów, zajmując 9. miejsce z wynikiem 0,08% głosów.

## Program
Partia opowiada się m.in. za:
- wyrównaniem praw kobiet,
- zwiększeniem dostępności do opieki nad małymi dziećmi i dodatkowymi formami ich wsparcia (postulat „liberalna ciocia”),
- liberalizacją prawa aborcyjnego,
- maksymalną wolnością obywateli z poszanowaniem własności,
- równouprawnieniem grup społecznych pod względem kultur i religii,
- minimalizacją znaczenia i kosztów administracji państwowej,
- silną konkurencyjnością na rynku pracy,
- wpisaniem do konstytucji stabilności prawa i mechanizmów gospodarczych ograniczających interwencję państwa we własność prywatną,
- suwerennością obywateli ponad trójpodział władzy,
- wypłacaniem pracownikom płacy brutto,
- wzrostem pensji o 40%,
- emeryturą obywatelską,
- milionem zł emerytury dla dobrowolnie rezygnujących z ZUS,
- racjonalną polityką ekologiczną,
- wprowadzeniem równoległego (konkurencyjnego dla państwowego) systemu szkolnictwa z fakultatywną ścieżką kształcenia,
- „rajem podatkowym” dla rodzin wielodzietnym zamiast programów socjalnych,
- otwarciem na pozyskiwanie do pracy imigrantów ze Wschodu,
- zwiększeniem demokracji bezpośredniej (wprowadzeniem ustawy o referendum suwerena),
- dobrowolnym ZUS-em,
- przywróceniem tajemnicy bankowej,
- legalizacją marihuany,
- zniesieniem szeregu limitów i nauczania religii w szkole,
- likwidacją prawa bankowego (zrównaniem statusu banków z przedsiębiorstwami),
- zniesieniem domniemania wspólnego gospodarstwa małżonków oraz rozwojem infrastruktury cyfrowej.

Sformułowała także „dekalog przedsiębiorczości”.